# Sjelichovbukten

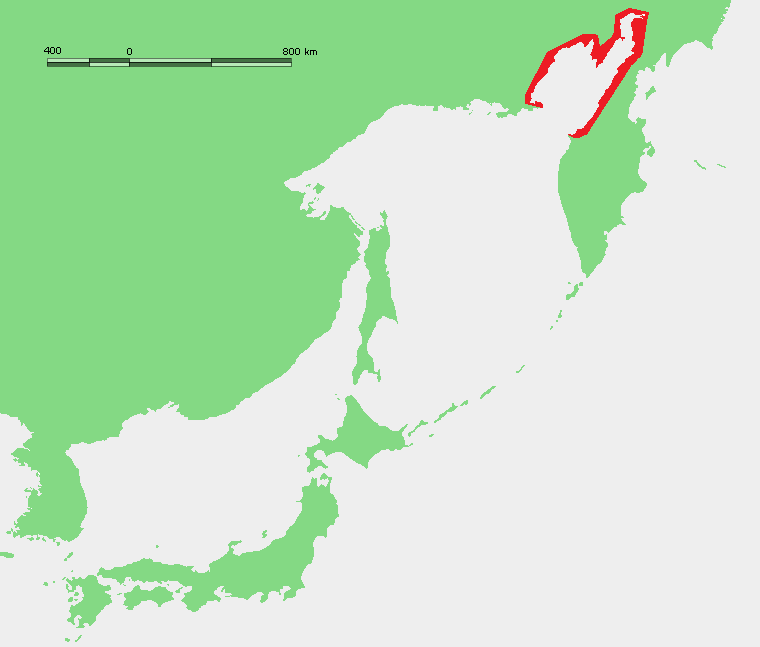
Sjelichovbuktens position i Ochotska havet.

Sjelichovbukten är en stor bukt i nordöstra hörnet av Ochotska havet, mellan Kolymabergen i väst och Kamtjatkahalvön i öst. I nordöst inskär Penzjinaviken. Bukten har fått sitt namn efter den ryska upptäcktsresanden Grigory Sjelichov.